# Galați
Galați ([ɡaˈlat͡sʲ]ⓘ) es una ciudad con estatus de municipiu del este de Rumanía, capital del distrito homónimo y localizada en la histórica región de Moldavia. En 2011 la ciudad contaba con 249 432 habitantes, lo que la convertía en la octava ciudad más poblada de Rumania.
Galați se encuentra a orillas del Danubio, muy próxima a la frontera con la República de Moldavia, y es un importante puerto fluvial. La ciudad es un centro económico importante en torno al puerto, el astillero naval, la planta siderúrgica de ArcelorMittal y las exportaciones de minerales.

## Historia
La primera mención de la ciudad data de 1445. En 1789, durante la guerra entre Rusia y Turquía, Galaţi fue quemada por las tropas del general ruso Mijaíl Kamensky.
En 1907 hubo una revolución campesina en la ciudad y sus alrededores, que fue aplastada por el ejército rumano.

## Economía
La ciudad tiene la planta de producción de hierro y acero más grande de Rumanía. También se encuentra allí el astillero más grande del país, beneficiándose del buen acceso que Galaţi tiene al Mar Negro a través del Danubio y de la corta distancia entre sus instalaciones y la planta siderúrgica de Mittal.

## Educación
En la localidad se encuentra la Universidad de Galați (UGAL), pública y fundada en 1974.

## Deportes
| Equipo           | Deporte | Competición | Estadio          | Creación |
| ---------------- | ------- | ----------- | ---------------- | -------- |
| FC Oțelul Galați | Fútbol  | Liga I      | Stadionul Oțelul | 1964     |

## Galaţi en la literatura
La ciudad es escenario de varias escenas del libro Drácula de Bram Stoker, en las que el susodicho vampiro burla a los cazavampiros haciéndoles creer que desembarcará en Varna, pero dirigiéndose a Galaţi (en el original Galatz), donde, al desembarcar, asesina a uno de sus intermediarios.

## Ciudades hermanadas
Galați está hermanada con las siguientes ciudades: 
- Ancona (Italia)
- Bríndisi (Italia)
- Coventry (Reino Unido)
- Hammond (Estados Unidos)
- Iesi (Italia)
- Limón (Costa Rica)
- Bombay (India)
- Mykolaiv (Ucrania)
- Odesa (Ucrania)
- Pessac (Francia)
- El Pireo (Grecia)
- Sebastopol (Ucrania)
- Wuhan (China)
- Yalta (Ucrania)

## Galería de imágenes

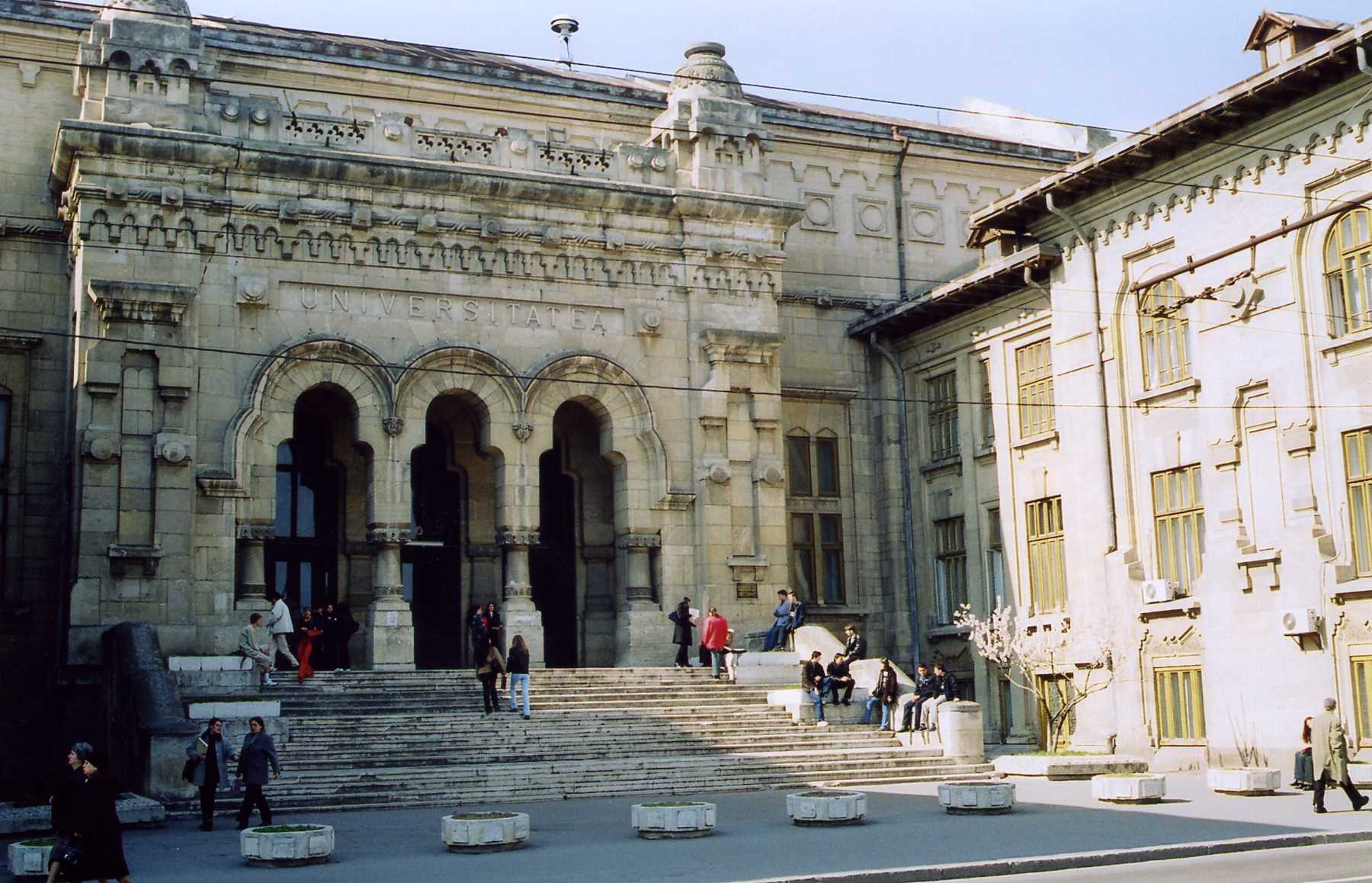
Universidad.
Catedral ortodoxa de Galaţi.
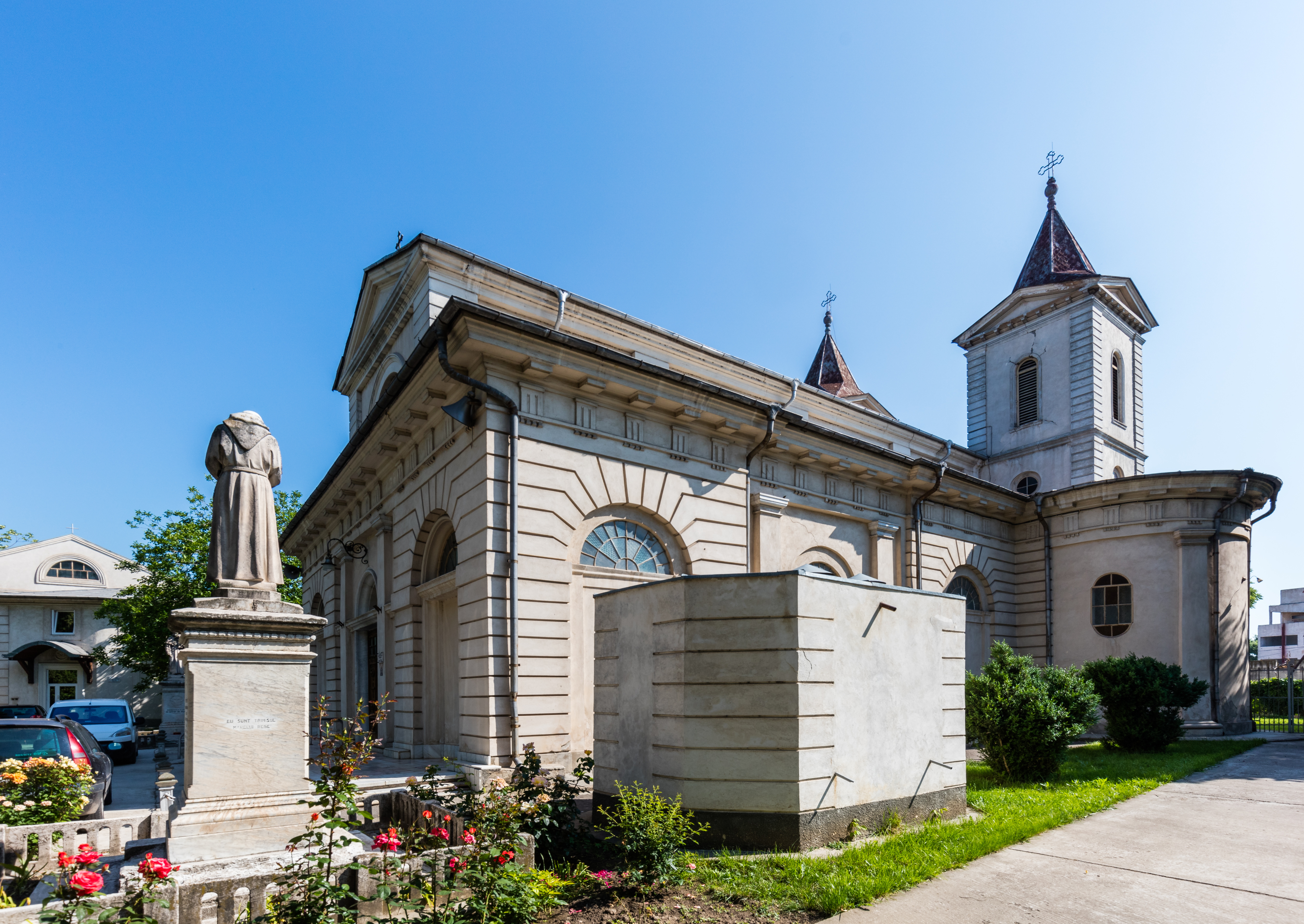
Iglesia católica.
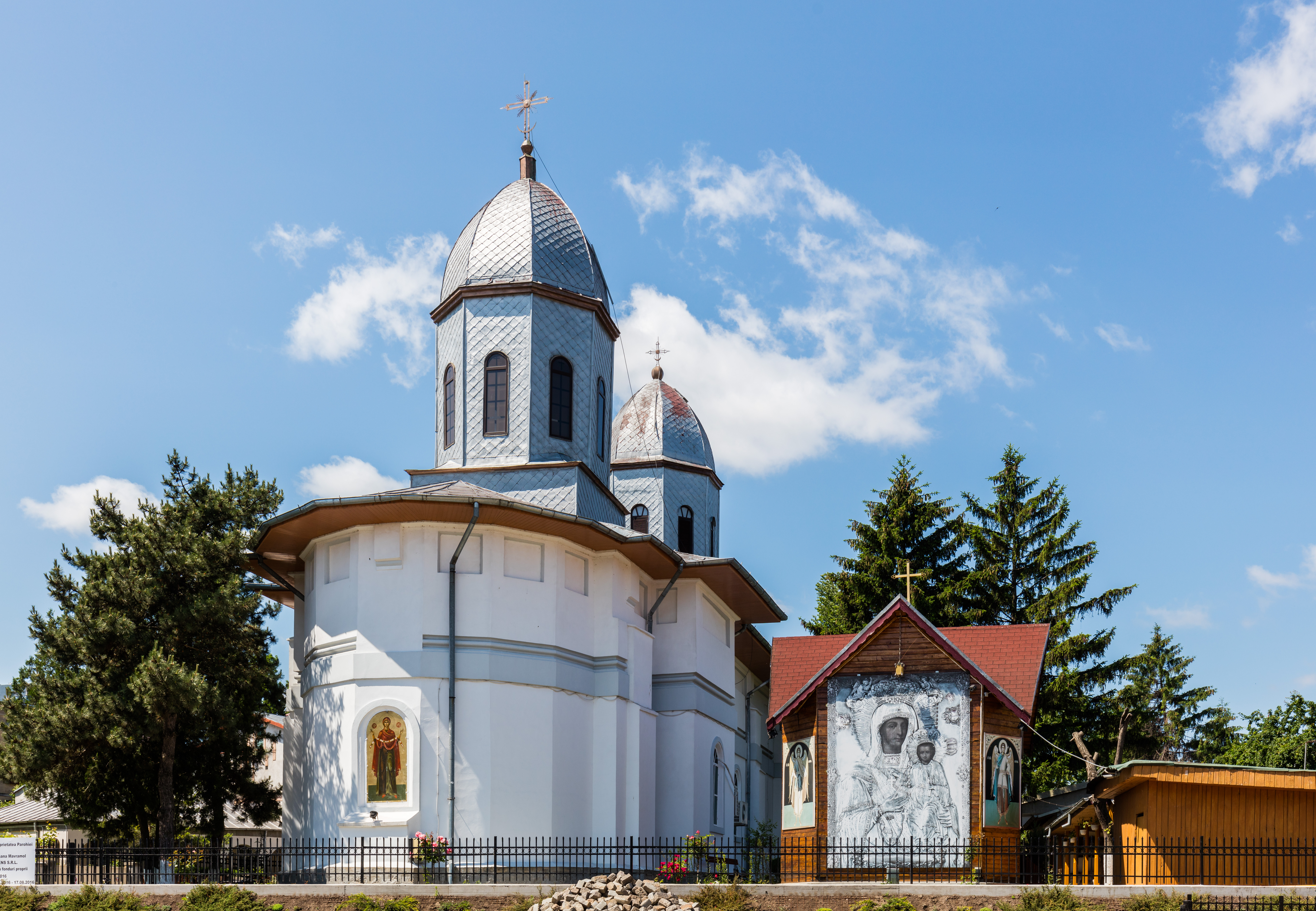
Iglesia Mavromol.